# La Catrina

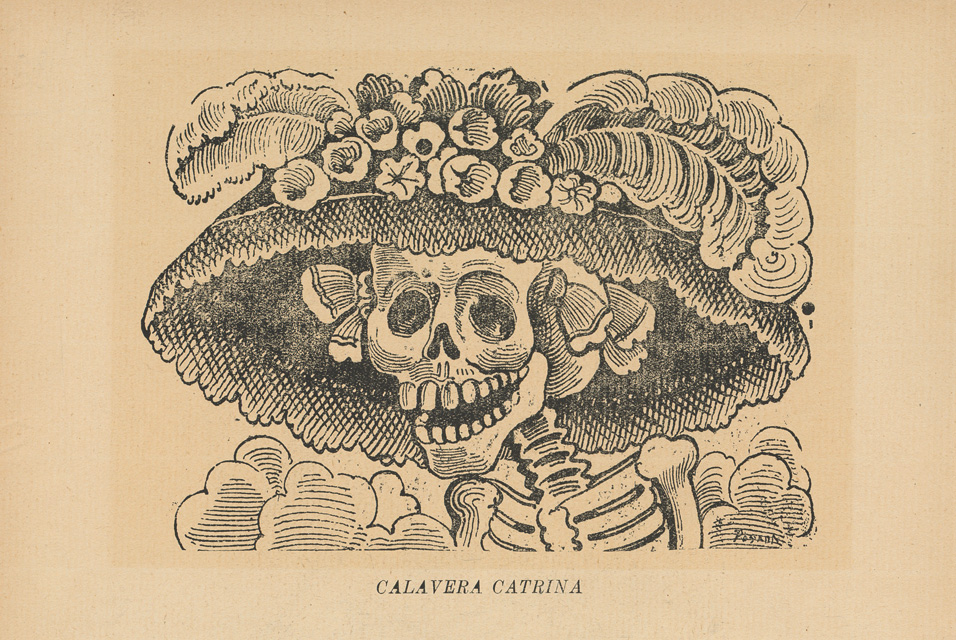
La Calavera de la Catrina

La Calavera de la Catrina is een in 1913 door de Mexicaanse illustrator José Guadalupe Posada gemaakte zinken ets. Tegenwoordig is dit werk een symbool voor de Dag van de Doden op  1 en 2 november. Van origine is de ets een satire op vrouwen uit de elite gedurende het Porfiriaat, de dictatuur van Porfirio Díaz.
La Catrina was onderdeel van Posada's calaveras, een serie van humoristische afbeeldingen van contemporaine figuren afgebeeld als skeletten. Het woord catrina is de vrouwelijke vorm van catrin, wat elegant betekent. Het skelet, met de sierlijke, eigentijdse hoed, was bedoeld om uit te beelden dat de rijken en modieuzen, ondanks hun pretentieuze ideeën van importantie, net zo ontvankelijk zijn voor de dood als ieder ander mens.